# Night Owls (album)
Night Owls is het tweede studioalbum van de Belgische groep Vaya Con Dios. Dit album is op 25 april 1990 uitgebracht. Het album, dat geproduceerd is door Dirk Schoufs en Dani Klein, is platina geworden in Nederland, en heeft meerdere singles voortgebracht.

## Nummerlijst
1. Nah Neh Nah, 2:52 (muziek: D. Schoufs / D. Klein, tekst: D. Klein / U. Balfe, arrangement: D. Schoufs / J.M. Gielen)
2. Far Gone Now, 3:08 (muziek: D. Schoufs / D. Klein / J.M. Gielen, tekst: D. Klein, arrangement: D. Schoufs / J.M. Gielen)
3. Sunny Days, 3:29 (muziek: F. Wuyts, tekst: D. Klein, arrangement: D. Schoufs / J.M. Gielen)
4. Sally, 3:28 (muziek: D. Klein / J.M. Gielen, tekst: D. Klein, arrangement: D. Schoufs / J.M. Gielen)
5. Something's Got A Hold On Me, 2:36 (muziek en tekst: P. Woods / L. Kirkland / E. James, arrangement: D. Schoufs)
6. I Don't Want To Know, 3:35 (muziek: D. Schoufs / D. Klein / J.M. Gielen, tekst: D. Klein, arrangement: D. Schoufs / J.M. Gielen)
7. What's A Woman?, 3:56 (muziek: D. Schoufs / D. Klein / J.M. Gielen, tekst: D. Klein, arrangement: D. Schoufs / J.M. Gielen)
8. Night Owls, 3:56 (muziek: D. Schoufs / D. Klein / J.M. Gielen, tekst: D. Klein, arrangement: D. Schoufs / J.M. Gielen)
9. Pack Your Memories, 3:04 (muziek: D. Klein / J.M. Gielen, tekst: D. Klein, arrangement: D. Schoufs / J.M. Gielen)
10. With You, 4:02 (muziek: D. Schoufs / D. Klein / J.M. Gielen, tekst: D. Klein, arrangement: D. Schoufs / J.M. Gielen)
11. Traveling Light, 3:32 (muziek: D. Schoufs / D. Klein, tekst: D. Klein, arrangement: D. Schoufs)
12. Quand Elle Rit Aux Eclats, 3:46 (muziek: D. Klein / C. Prestigiacomo, tekst: D. Klein / B. Lauzin, arrangement: D. Schoufs)

### Singles
De volgende nummers zijn als single uitgebracht:
- Nah Neh Nah (1990, hoogste positie: NL: #3)
- What's A Woman? (1990, hoogste positie: NL: #1)
- Night Owls (1990, hoogste positie: NL: Tipparade)

## Albumcredits
- Hoofdvocalen:
  - Dani Klein
- Contrabas:
  - Dirk Schoufs
- Akoestische gitaren:
  - Jean-Michel Gielen
  - Eric Melaerts
  - Koen De Cauter
- Drums:
  - Bruno Castelluci
  - Marcel de Cauwer
  - Luc Vanden Bosch
- Koperinstrumenten:
  - Patrick Mortier (trompet en flügelhorn)
  - Jan Van Wouwe (saxofoon)
  - Clement Van Hove (trombone)
- Achtergrondvocalen:
  - Dani Klein
  - Verona Davis
  - Maria Lekranty
  - Regina Lekranty
  - Steve Clisby
  - Jason Johnson
  - Ingrid Simons
- Piano:
  - Frank Wuyts
- Hammondorgel:
  - André Brasseur
- Slaginstrument(en):
  - Frank Michiels
- Accordeon:
  - Jean-Louis Roques